# Raddiella vanessae
Espèce
Raddiella vanessae est une espèce de plantes monocotylédones de la famille des Poaceae, sous-famille des Bambusoideae, endémique de la région de Cayenne (Guyane). Haut de 1 à 2 cm, il s'agit du plus petit bambou connu au monde.

## Étymologie
L'épithète spécifique vanessae rend hommage à Vanessa, l'amante de Jonathan Swift (auteur des Voyages de Gulliver , dans lesquels apparaissent les Lilliputiens),ainsi qu'à la botaniste Vanessa Hecquet qui a collecté l'holotype de cette espèce.

## Répartition
Raddiella vanessae est une espèce endémique, présente uniquement dans quelques savanes des communes de Matoury, Montsinéry-Tonnegrande et Roura, dans la collectivité territoriale française de Guyane.

## Habitat
Raddiella vanessae pousse sur des sols sablonneux, saisonnièrement inondés, dans des savanes dominées par des Poaceae, en particulier Andropogon bicornis L. et Panicum cyanescens Nees, ainsi que par des Cyperaceae notamment Rhynchospora holoschoenoides (Rich.) Herter et Scleria cyperina Kunth.

## Description
Raddiella vanessae est une Poaceae annuelle formant un tapis, avec des chaumes librement ramifiés hauts de 10-20 mm. 
Le chaume est térébrant, glabre, violacé et luisant, avec des noeuds ciliolés rétorsement. Les feuilles lâchement groupées par trois à cinq, avec des gaines longues de 1,8-3,2 mm, gonflées, striées, à sept nervures, rétro-pubescentes avec des poils d'environ 0,3 mm de long. La ligule externe est absente. La ligule interne est une ligne de cils dressés longs de 0,2-0,3 mm. Pdeudo-pétioles 0,2-0,3 mm de long, pubérulents. Les limbes sont longs de 2,7-3,3 mm pour 1,8-2,1 mm de large, de forme ovale, aiguë à légèrement apiculée à l'apex, tronquée et légèrement asymétrique à la base, se repliant apparemment vers le haut (involute) sous l'effet du stress ou la nuit, avec une nervure centrale et six à sept paires de nervures latérales. La face supérieure (adaxiale) porte des nervures avec des macro-poils apprimés épars longs de 0,05-0,15 mm, surtout près de la base et des marges du limbe. La face abaxiale (inférieure) est pourpre, glabre et les marges du limbe antrorsement scabres.
L'inflorescence femelle dépasse à peine des gaines foliaires moyennes et supérieures : il s'agit d'un panicule réduit et contracté portant deux à cinq épillets, branchu avec des pédicelles longs de 0,3-1 mm, filiformes, glabres, légèrement cupulés à l'apex. Les épillets femelles sont longs de 1-1,4 mm, finalement caducs mais le fleuron tombant en premier. Entre les glumes, l'entre-nœud de la rachille est quelque peu gonflé et adhère à la base de la glume inférieure. Les glumes, aussi longues que les épillets, sont subéquivalentes, de forme ovale-lancéolée, aiguës, vertes, membraneuses, quelque peu comprimées latéralement, béantes à 20-30° à maturité, une à trois nervées, rétro-pubescentes avec des macro-poils longs d'environ 0,2 mm, les marges cartilagineuses. La fleurette mesure de 0,7-0,9 mm pour 0,35-0,45 mm de large, de forme lancéolée-ellipsoïde à ovoïde, à trois nervures, blanche, brillante, cartilagineuse, glabre, avec l'apex du lemna aigu et légèrement cuculé. Le lemna entoure beaucoup le paléa arrondi, bicariné, de la même texture que le lemna. La fleur femelle est à deux stigmates sub-plumeux. 
Le caryopse est long de 0,65-0,95 mm pour 0,35-0,4 mm de large, de forme ovoïde-ellipsoïde, fauve à brun, glabre, légèrement comprimé dorsalement. L'embryon basal est long de 0,1 mm sur 0,2 mm de large. L'hilium est court-linéaire, mesure 0,15 mm de long, brun foncé, situé à environ 0,1 mm au-dessus de la base du caryopse.
L'inflorescence mâle est un panicule réduit, inclus dans la gaine foliaire terminale ou à peine émergent, composée d'un ou deux épillets seulement sur des pédicelles filiformes, glabres, légèrement cupulés. Les épillets mâles sont longs de 1,1-1,2 mm, étroitement lancéolés, hyalins, glabres, rapidement caducs. La glume est absente. La lemna est à trois nervures. Le paléa est long d'environ 1 mm de long. On compte trois étamines, avec les anthères matures brunes, longues de 0,4-0,5 mm.

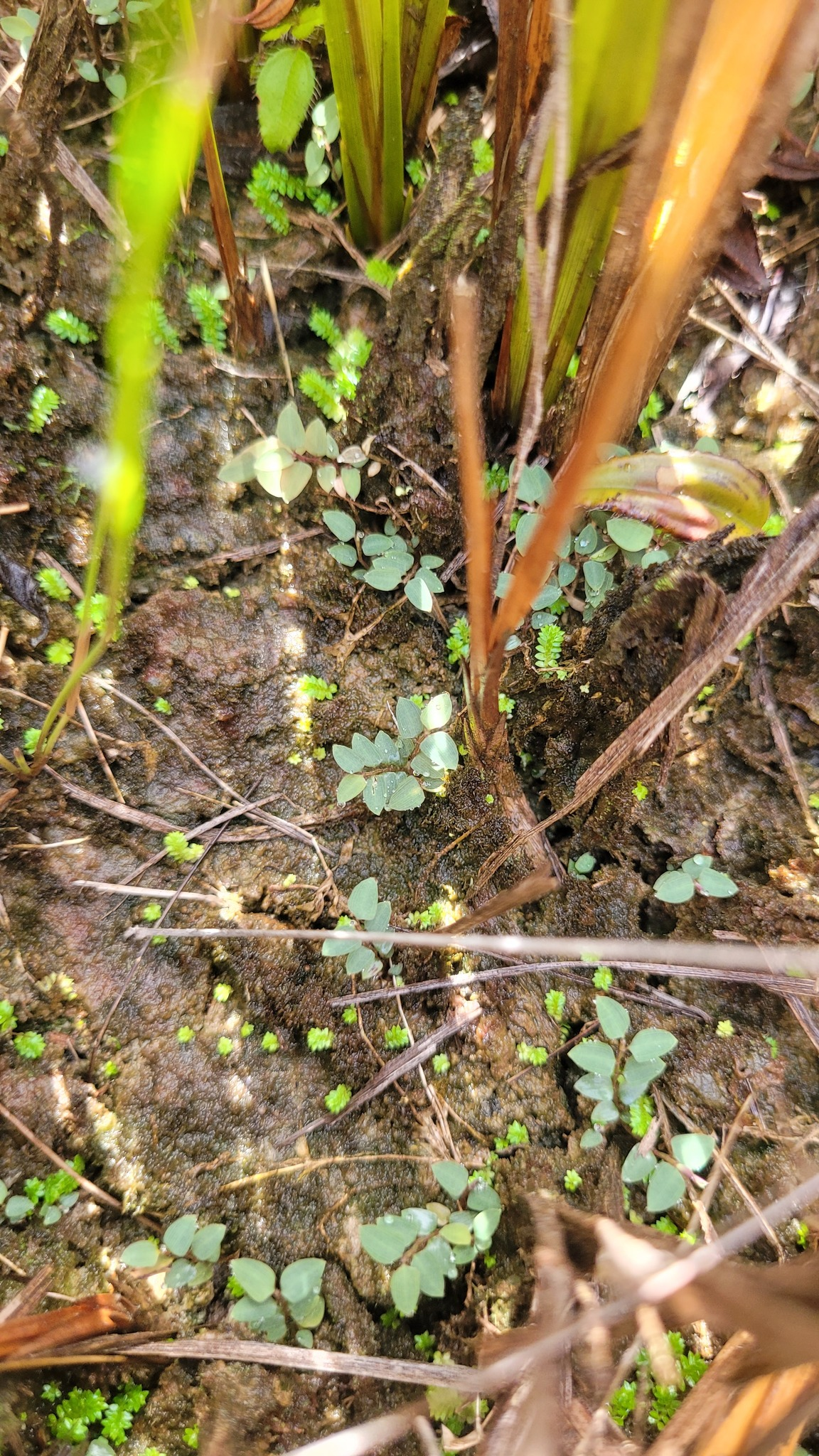
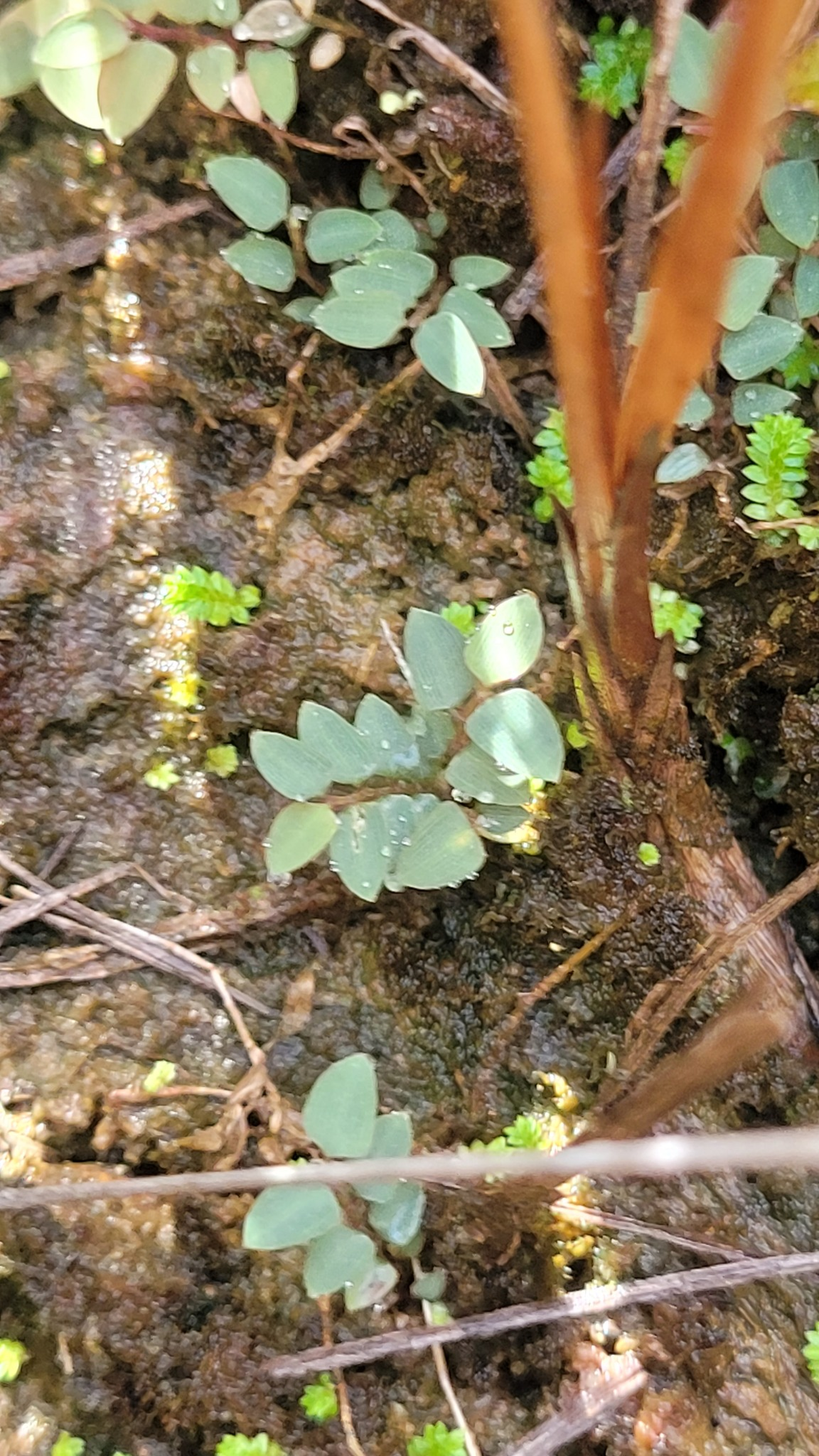
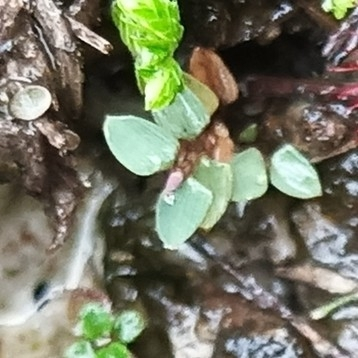
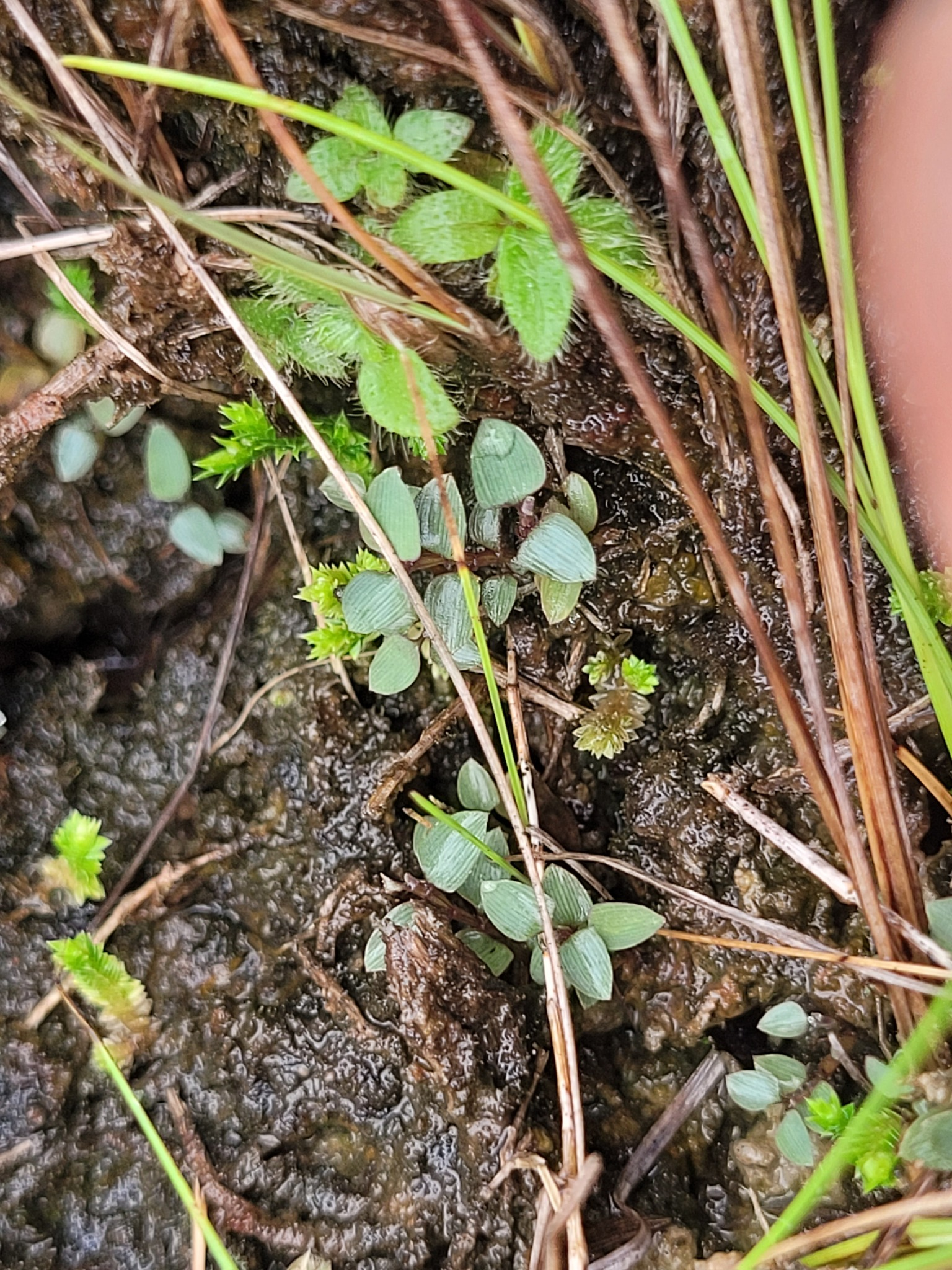